# Pinnixa barnharti
Pinnixa barnharti är en kräftdjursart som beskrevs av M. J. Rathbun 1918. Pinnixa barnharti ingår i släktet Pinnixa och familjen Pinnotheridae. Inga underarter finns listade i Catalogue of Life.